# Palpimanus processiger
Palpimanus processiger är en spindelart som beskrevs av Embrik Strand 1913. Palpimanus processiger ingår i släktet Palpimanus och familjen Palpimanidae.
Artens utbredningsområde är Kongo. Inga underarter finns listade i Catalogue of Life.